# Beta Leonis Minoris
Beta Leonis Minoris (31 Leonis Minoris) é uma estrela binária na direção da Leo Minor. Possui uma ascensão reta de 10h 27m 53.09s e uma declinação de +36° 42′ 26.9″. Sua magnitude aparente é igual a 4.20. Considerando sua distância de 146 anos-luz em relação à Terra, sua magnitude absoluta é igual a 0.95. Pertence à classe espectral G8III-IV.